# 筑波大学新聞
筑波大学新聞（つくばだいがくしんぶん、University of Tsukuba Newspaper(UTN) ）は、筑波大学新聞編集部が編集し、筑波大学が発行している新聞の名称。また、筑波大学新聞編集部の略称をさすことも多い。編集長は大和祐菜。

## 概要
発行は年7回（4月，5月，7月，10月，11月，12月，1月）で、タブロイド判12面構成。約2万部を筑波大学内のほか、つくば市外で無料配布している。また、Twitter，Facebookにおいて速報記事などの発信も行っている。

## 歴史
創刊は1974年10月。

## 受賞歴
- 「2015年 第5回大学新聞コンテスト」（主催：東京五大学新聞連盟・関東学生新聞連盟主催、特別後援：朝日新聞社・日刊スポーツ新聞社）一般新聞部門 朝日新聞社賞、連載賞[5]
- 「2017年 第7回大学新聞コンテスト」（主催：東京五大学新聞連盟・関東学生新聞連盟主催、特別後援：朝日新聞社・日刊スポーツ新聞社）一般新聞部門 連載賞[6]
- 茨城県つくば中央警察署感謝状（平成26年1月22日）
- 茨城県つくば中央警察署感謝状（平成28年1月18日）